# Институт цитологии РАН
Институт цитологии РАН — головное учреждение Российской академии наук по изучению биологии клетки.
Институт цитологии АН СССР был организован в 1957 г. по инициативе Д. Н. Насонова на основе лаборатории физиологии клетки Зоологического института АН СССР для комплексного изучения строения и жизнедеятельности клетки на широком сравнительном материале от одноклеточных организмов до млекопитающих с использованием всего арсенала морфологических, физиологических, биохимических и физико-химических методов.
В коллектив института вошли цитофизиологи В. Я. Александров, А. С. Трошин (директор в 1958—1984 гг.), Б. П. Ушаков, протозоолог Ю. И. Полянский (и. о. директора в 1957—1958 гг.), биохимик А. Д. Браун, эколог Л. К. Лозина-Лозинский, цитогенетик И. И. Соколов. Позднее в институт пришли гистолог Л. Н. Жинкин, генетик Ю. М. Оленов, биофизик В. П. Парибок, эмбриолог П. Г. Светлов, физикохимик М. А. Хенох, микроскопист Е. М. Брумберг, генетик В. С. Кирпичников, кариолог простейших И. Б. Райков, клеточный кардиолог П. П. Румянцев (директор в 1983—1988 гг.). Большой вклад в организацию института цитологии РАН и в обеспечение его деятельности в первое десятилетие существования внес А. В. Жирмунский.
В 1959 г. на базе института началось издание журнала «Цитология», был создан Научный совет АН СССР по проблемам цитологии (в настоящее время Научный совет РАН по клеточной биологии и иммунологии). Позднее на базе института были созданы: Общество клеточной биологии при РАН, Общество протозоологов при РАН (ОПР), Ассоциация специалистов по клеточным культурам (АСКК), Российская коллекция клеточных культур (РККК), базовая Кафедра физико-химической биологии клетки Факультета медицинской физики и биоинженерии Санкт-Петербургского государственного технического университета (см. раздел: Образование) и международный журнал «Protistology».
В настоящее время в состав института входят 2 отдела, 17 лабораторий, 3 межлабораторные группы, 1 межлабораторный сектор, центр клеточных технологий и вспомогательные подразделения. В штате института 294 сотрудника.